# Nokia 8110 4G
Nokia 8110 4G是HMD Global生產的Nokia直立式功能型手機，於2018年2月25日發布。

## 規格
| 類型     | 功能型手機                                                              |
| 手機規格 | 直立式                                                                  |
| 尺寸     | 高度：133.5（5.26英寸）；寬度：49.3（1.94英寸）；厚度：14.9（0.59英寸） |
| 重量     | 117.0克（4.13盎司）                                                     |
| 作業系統 | Smart Feature OS（KaiOS）                                               |
| 電池     | 1500 mAh                                                                |
| 顯示器   | 2.5英寸（64）                                                           |

## 外部連結
- （页面存档备份，存于）（简体中文）
- （页面存档备份，存于）（繁體中文）
- （页面存档备份，存于）（繁體中文）